# Pasión según San Mateo, SWV 479
La Pasión según san Mateo (SWV 479), cuyo título original es Historia de la pasión y Muerte de nuestro Señor y Salvador Jesús, el Cristo, según el Evangelista Mateo,  es una obra coral sacra del compositor alemán Heinrich Schütz. Fue escrita en el año , cuando también compuso la Pasión según San Juan, la obra está en modo dórico en sol. 

## Reparto
El reparto (Coro Mixto/SATB) es, a diferencia de las famosas pasiones de Bach, una obra a capela, pues en aquella época estaba prohibido el uso de instrumentos musicales durante la Semana Santa. Emplea la polifonía en las piezas de la turba (la multitud) y reemplaza el tradicional canto llano gregoriano por uno de su propia invención. Los papeles siguientes se interpretan en la obra::
| Papel                  | Extensión vocal        | Ejemplos de texto de la Pasión según san Mateo de Heinrich Schütz |
| ---------------------- | ---------------------- | ----------------------------------------------------------------- |
| Cristo                 | Bajo                   | Tomad, comed, esto es mi Cuerpo!                                  |
| Evangelista            | Tenor                  | Respondió Judas, el que le entregaba                              |
| Judas                  | Alto                   | Soy yo, Maestro?                                                  |
| Caifás                 | Bajo                   | ¿No respondes nada, a lo qué testifican éstos contra ti?          |
| Pedro                  | Tenor                  | ¡No conozco a ese hombre!                                         |
| Sirvienta I            | Soprano                | Y tú, ¡tú estabas con Jesús el galileo!                           |
| Sirvienta II           | Soprano                | También éste estaba con Jesús de Nazaret!                         |
| Pilato                 | Tenor                  | ¿Eres tú el Rey de los Judíos?                                    |
| Mujer de Pilato        | Alto                   | No tengas nada que ver con ese Justo.                             |
| Dúo de falsos Testigos | El Tenor I y II juntos | Él ha dicho: Puedo destruir el Templo de Dios...                  |

El Coro es en su mayor parte a cuatro voces teniendo Soprano, Alto, Tenor y Bajo. Pero cuando los  Sumos sacerdotes están en primer plano, Schütz  cambia alguna vez en la parte más tenebrosa del elenco a Alto - Tenor- Tenor-Bajos. De este modo las escenas "Tristes" se refuerzan de manera eficaz con un sonido que suena más triste y profundo.